# Turcupichun
Turcupichun (... – 1558) è stato un militare nativo americano, toqui dei Mapuche Aillarehue che abitavano nelle vicinanze di Concepción (Cile) e della valle del fiume Bío Bío tra il 1557 ed il 1558.

## Biografia
García Hurtado de Mendoza giunse sull'isola di La Quiriquina all'inizio di giugno del 1557, alla foce della baia di San Pedro. Poco dopo inviò messaggeri presso i locali Aillarehue per chiedergli di sottomettersi agli spagnoli. Turcupichun li radunò in un grande coyag in cui disse di voler resistere fino alla morte; la folla lo elesse toqui per sostituire Lautaro, morto da poco.
Turcupichun fece costruire al suo esercito un pucará sulle alture di Andalicán, cinque leghe a sud di Concepcion, coprendo la tratta che portava alla costa di Arauco e dislocando distaccamenti sui vari punti di attraversamento del Bio Bio. Il governatore Mendoza mise un gruppo dei suoi uomini a costruire zattere presso uno di questi guadi, per distrarre il nemico, mentre nel frattempo usava le navi della sua flotta per trasportare i soldati oltre la foce del fiume. Turcupichun attaccò l'esercito di Mendoza e fu sconfitto nella battaglia di Lagunillas. Dopo questa sconfitta il suo esercito tornò indietro unendosi a Caupolicán per combattere nella battaglia di Millarapue. Dopo questo scontro, Turcupichun fu incolpato da Caupolican per la sconfitta quando la sua terza divisione che avrebbe dovuto attaccare gli spagnoli non giunse in tempo. Arrabbiato per le accuse, si ritirò per difendere le proprie terre.
Dopo l'esecuzione di Caupolican, Turcupichun tentò di riorganizzare una nuova rivolta ed un attacco a Concepcion, ma il corregidor spagnolo della città, Gerónimo de Villegas, lo scoprì ed inviò Juan Galiano ed altri soldati ad attaccarlo. Con un attacco notturno, Galiano lo catturò con i suoi compagni riportandoli in città dove furono impiccati in piazza. Dopo la sua morte l'esercito elesse Lemucaguin come suo successore.